# Totalisation
Chez Jean-Paul Sartre, le concept de totalisation est un concept central de Questions de méthode et de la Critique de la raison dialectique.

## Définition
Une totalisation est un acte de pensée par lequel du divers est synthétisé en une unité, une totalité.
Voici un exemple rudimentaire de totalisation : en regardant par la fenêtre, j'aperçois plusieurs personnes devant un arrêt de bus. Cet agrégat de personnes devient pour moi un ensemble, un groupe, je procède là à une totalisation, le multiple devient unité : un groupe qui attend le bus.
Mais il ne faudrait pas croire qu'une totalisation est une action simple qui va du sujet vers l'objet. Une totalisation agit sur trois domaines à la fois : 1. ce qui est totalisé, dans notre exemple, l'agrégat de personnes qui attendent le bus devient pour celui qui les observe un groupe avec un but ; 2. celui qui totalise, par sa totalisation il se détermine ou est déterminé, fait-il partie du groupe ? Oui, non ? Pourquoi procède-t-il à cette totalisation ? Dans notre exemple il n'est pas une personne qui attend le bus, il ne fait pas partie de ce groupe, il s'isole ou est isolé ; 3. enfin, la totalisation agit ou crée une relation entre le totalisateur et le totalisé, il n'est pas avec eux ou il est avec eux.
Un autre exemple avec une totalisation beaucoup plus complexe : "les Français" Il est possible de faire cette totalisation en constituant un groupe : les possesseurs du passeport français auquel j'appartiens, ou pas. Trois informations : les Français sont… Moi je suis… Mon lien avec eux est… Mais il est aussi possible en parlant des "Français" de procéder à une autre totalisation : groupe d'hommes et de femmes blancs, de religion chrétienne et descendant des Gaulois. Procéder à une totalisation des "Français" selon la première ou la deuxième définition apprend quelque chose sur celui qui propose cette totalisation, mais la première n'est pas plus neutre que la deuxième. Une totalisation révèle toujours un projet. Dans cet exemple, la première est faussement neutre, juridique, il y a derrière le projet d'une République intégratrice, alors que la deuxième est conservatrice, réactionnaire, voire raciste. Mais toutes sont deux sont révélatrice d'un projet.
Par différentes totalisations nous nous constituons et nous constituons ainsi les autres en collectivité sociales. Les "Français" sont-ils une réalité subjective ou objective ? Pour Sartre, de telles collectivités sont réelles et concrètes, il faut étudier comment les totalisations sont effectuées, c'est le rôle de la raison dialectique.
Une totalité n'existe que tant qu'il y a une totalisation, s'il n'y a plus d'acte totalisateur, la totalité perd son unité et le multiple réapparaît. Une totalité est toujours précaire, l'Histoire apprend qu'il y a en fait une succession de totalisation-détotalisation-retotalisation…
Un individu mais aussi un groupe procède ainsi à une succession de totalisation-détotalisation-retotalisation…
La totalisation est par conséquent fortement liée à la praxis et à la dialectique.